# 1955-ös magyar férfi kézilabda-bajnokság (első osztály)
Az 1955-ös magyar férfi kézilabda-bajnokság az ötödik kézilabda-bajnokság volt, melyet kispályán rendeztek. A csapatok ismét területi (budapesti és megyei) bajnokságokban játszottak, a győztesek (Budapestről és egyes megyékből több helyezett is) az országos középdöntőben, majd az országos döntőben küzdöttek tovább a végső helyezésekért. Budapesten két csoportban tíz-tíz csapat indult el, a csapatok két kört játszottak. Az országos fordulókban már csak egy kör volt.
A Lokomotív, Postás és Előre egyesületek Törekvés, a Petőfi, Fáklya és Lendület egyesületek Bástya néven egyesültek.

## Országos döntő
| #  | Csapat           | M | Gy | D | V | G+ | G- | P |
| -- | ---------------- | - | -- | - | - | -- | -- | - |
| 1. | Bp. Vörös Meteor | 3 | 3  | 0 | 0 | 41 | 13 | 6 |
| 2. | Bp. Kinizsi      | 3 | 1  | 1 | 1 | 33 | 26 | 3 |
| 3. | Építők Metró     | 3 | 1  | 1 | 1 | 30 | 32 | 3 |
| 4. | Bp. Dózsa        | 3 | 0  | 0 | 3 | 22 | 55 | 0 |

* M: Mérkőzés Gy: Győzelem D: Döntetlen V: Vereség G+: Dobott gól G-: Kapott gól P: Pont

## Országos középdöntő
- Pécs: 1. Bp. Vörös Meteor 6, 2. Pécsi Dózsa 4, 3. VL Váci Szövő 2, 4. Szegedi Építők 0 pont
- Győr: 1. Építők Metró 6, 2. VL Győri Fonó 4, 3. Veszprémi Haladás 2, 4. Tatai Törekvés 0 pont
- Debrecen: 1. Bp. Kinizsi 6, 2. Debreceni Dózsa 4, 3. Nyíregyházi Bástya 2, 4. Törökszentmiklósi Kinizsi 0 pont
- Eger: 1. Bp. Dózsa 6, 2. Debreceni Vörös Meteor 4, 3. Perecesi Bányász 2, 4. Egri Haladás 0 pont

## Budapest

### Felszabadulás csoport
| #   | Csapat            | M  | Gy | D | V  | G+  | G-  | P  |
| --- | ----------------- | -- | -- | - | -- | --- | --- | -- |
| 1.  | Bp. Vörös Meteor  | 18 | 18 | 0 | 0  | 260 | 132 | 36 |
| 2.  | Építők Metró      | 18 | 13 | 3 | 2  | 209 | 129 | 29 |
| 3.  | Vasas Elektromos  | 18 | 12 | 3 | 3  | 181 | 136 | 27 |
| 4.  | VL Kistext        | 18 | 10 | 1 | 7  | 204 | 194 | 21 |
| 5.  | Vasas Generátor   | 18 | 7  | 3 | 8  | 185 | 183 | 17 |
| 6.  | Bp. Spartacus     | 18 | 8  | 0 | 10 | 175 | 202 | 16 |
| 7.  | Vasas Beloiannisz | 18 | 7  | 1 | 10 | 174 | 181 | 15 |
| 8.  | VL Lőrinci Fonó   | 18 | 6  | 2 | 10 | 187 | 195 | 14 |
| 9.  | Vasas Fémáru      | 18 | 1  | 1 | 16 | 134 | 301 | 3  |
| 10. | Szikra Gázművek   | 18 | 1  | 0 | 17 | 55  | 111 | 2  |

### Szabadság csoport
| #   | Csapat                        | M  | Gy | D | V  | G+  | G-  | P  |
| --- | ----------------------------- | -- | -- | - | -- | --- | --- | -- |
| 1.  | Bp. Dózsa                     | 18 | 16 | 0 | 2  | 319 | 184 | 32 |
| 2.  | Bp. Kinizsi                   | 18 | 13 | 0 | 5  | 209 | 150 | 26 |
| 3.  | Vasas Kábelgyár               | 18 | 12 | 1 | 5  | 219 | 177 | 25 |
| 4.  | Kinizsi Illatszer             | 18 | 11 | 0 | 7  | 177 | 143 | 22 |
| 5.  | VL Pamuttextil                | 18 | 9  | 2 | 7  | 143 | 149 | 20 |
| 6.  | Testnevelési Főiskola Haladás | 18 | 8  | 2 | 8  | 195 | 169 | 18 |
| 7.  | Rákospalotai Törekvés         | 18 | 8  | 1 | 9  | 266 | 221 | 17 |
| 8.  | VL Férfiruhagyár              | 18 | 6  | 0 | 12 | 172 | 218 | 12 |
| 9.  | Vasas Telefongyár             | 18 | 4  | 0 | 14 | 164 | 232 | 8  |
| 10. | Műszaki Egyetem Haladás       | 18 | 0  | 0 | 18 | 101 | 322 | 0  |

* M: Mérkőzés Gy: Győzelem D: Döntetlen V: Vereség G+: Dobott gól G-: Kapott gól P: Pont